# Lepilemur mustelinus
Lepilemur mustelinus är en däggdjursart som beskrevs av I. Geoffroy Saint-Hilaire 1851. Lepilemur mustelinus ingår i släktet vesslemakier, och familjen Lepilemuridae. IUCN kategoriserar arten globalt som otillräckligt studerad. Inga underarter finns listade i Catalogue of Life.
Arten förekommer på nordöstra Madagaskar och lever där i regnskogar. Den äter främst blad och ibland andra växtdelar.
Individerna når en kroppslängd (huvud och bål) av 24 till 30 cm, en svanslängd av 22 till 29 cm och en vikt mellan 500 och 900 g. Pälsen är brun eller gråbrun på ovansidan och svansen medan undersidan har en ljusare färg. Liksom hos andra vesslemakier är pälsen tät och ullig. Ögonen och öronen är stora. De bakre extremiteterna är längre än de främre.
Lepilemur mustelinus är aktiv på natten och den klättrar främst i träd. Den kan hoppa över en sträcka av 5 meter från träd till träd. Efter föda letar varje individ ensam men under andra tider förekommer ibland par av honor eller mindre flockar.
Parningen sker mellan maj och augusti. Efter cirka 135 dagar dräktighet föder honan mellan september och november en unge. Ungen diar sin mor ungefär fyra månader och efter ett år är den självständig. Ungen klamrar sig fast i moderns päls eller den stannar i ett gömställe. Andra arter av samma släkte levde upp till 12 år med människans vård.